# Emoia lawesii
Emoia lawesii — вид сцинкоподібних ящірок родини сцинкових (Scincidae). Мешкає на островах Полінезії. Вид названий на честь британського місіонера Вільяма Джорджа Лоуса.

## Поширення і екологія
Emoia lawesii мешкають на острові Ніуе, а також на островах Аунуу, Олосега і Тау в архіпелазі Самоа. За деякими свідченнями, вид також зустрічається на острові Тонгатапу в Тонзі. E. lawesii живуть у прибережних лісах та на морських узбережжях. Відкладають яйця, у кладці 1—2 яйця. Інкубаційний період триває 70—78 днів. Розмножуються протягом всього року.

## Збереження
МСОП класифікує цей вид як такий, що перебуває під загрозою зникнення. Emoia lawesii загрожує хижацтво з боку інтродукованих щурів і кішок.